# Makram
Makram (in arabo: مكرم) è una città dello Yemen sulla costa dell'isola di Kamaran, nel Mar Rosso.